# Рыбачук, Николай Никитович
Николай Никитич Рыбачук (1 сентября 1913 — 2 июня 1967) — моряк советского торгового флота, погиб при исполнении служебных обязанностей во время Вьетнамской войны.

## Биография
Николай Никитич Рыбачук родился 1 сентября 1913 года. С начала 1930-х годов бессменно трудился в Дальневосточном морском пароходстве. Будучи электриком парохода, в годы Великой Отечественной и советско-японской войн Рыбачук совершил большое количество рейсов через Атлантический океан в Соединённые Штаты Америки и обратно, доставляя вооружение, продовольствие и прочие грузы, поставляемые Советскому Союзу по ленд-лизу. Указом Президиума Верховного Совета СССР от 10 августа 1945 года за успешное выполнение заданий Правительства по доставке и обработке импортных грузов для нужд фронта и народного хозяйства он был удостоен медали «За трудовую доблесть».
В послевоенные годы Рыбачук продолжал трудиться в советском торговом флоте. За самоотверженный труд он был награждён орденом Трудового Красного Знамени. В середине 1960-х годов Рыбачук работал электромехаником на теплоходе «Туркестан» Дальневосточного морского пароходства. 2 июня 1967 года при выполнении очередной задачи это судно вошло в территориальные воды Демократической Республики Вьетнам, чтобы помочь разгрузиться кубинскому судну. Приняв часть груза — кубинского сахара, шедшего Северному Вьетнаму — экипаж получил задачу направиться в порт Камфа, чтобы загрузиться углём.
Примерно в 19 часов два стоявших в порту Камфа советских судна — «Туркестан» и «Свирск» — подверглись бомбардировке двух американских самолётов. Те, не предприняв должной разведки, обстреляли их с небольшой высоты из пулемётов, а также сбросили бомбу и выпустили несколько реактивных снарядов. «Туркестан» получил серьёзные повреждения — по завершении атаки моряки насчитали 67 пробоин, царапин и вмятин; были повреждены жилые каюты, ходовой мостик, надстройки и каюты.
Во время налёта Рыбачук получил тяжёлое ранение в голову. Несмотря на усилия врачей, спустя четыре часа пятидесятичетырёхлетний электромеханик скончался. Кроме него, в экипаже никто не погиб, лишь получили ранения различной степени тяжести. Инцидент с теплоходом и гибелью механика привёл к международному скандалу. Министр иностранных дел СССР Андрей Андреевич Громыко вручил ноту протеста, в ответной американской ноте, направленной 20 июня 1967 года, выражалось сожаление и давалось заверение, что правительство США приложит все усилия, чтобы подобные инциденты не повторялись.
Похоронен на мемориальном участке Морского кладбища города Владивостока.

## Память
- В честь погибшего электромеханика было названо новое судно Дальневосточного морского пароходства — «Механик Рыбачук»[5].